# Alcimar Frazão
Alcimar Frazão é um quadrinista e ilustrador brasileiro. É formado em Artes Visuais pela ECA-USP e autor, entre outros, dos romances gráficos Ronda Noturna (Zarabatana Books), O Diabo e Eu e Cadafalso (Editora Mino). Fez ainda parte do coletivo "O Contínuo". Em 2021, lançou a HQ Lovistori (Brasa Editora), com roteiro de S. Lobo. Por esse último trabalho, ganhou no ano seguinte o 34º Troféu HQ Mix na categoria de melhor arte-finalista nacional. Em 2013, foi curador, ao lado de Paulo Ramos, da exposição "HQBR21 – O Quadrinho Brasileiro do Novo Século".